# Arnd Schmitt
Arnd Schmitt (* 13. července 1965 Heidenheim an der Brenz, Německo) je bývalý západoněmecký a německý sportovní šermíř, který se specializoval na šerm kordem.
Západní Německo a sjednocené Německo reprezentoval v druhé polovině osmdesátých let a celá devadesátá léta. Na olympijských hrách startoval v roce 1988, 1992, 1996, 2000. Při své první účasti na olympijských hrách v roce 1988 získal v soutěži jednotlivců zlatou olympijskou medaili. V roce 1999 získal v soutěži jednotlivců titul mistra světa a v roce 1995 titul mistra Evropy. Patřil k oporám západoněmeckého potažmo německého družstva kordistů, se kterým získal v roce 1992 zlatou olympijskou medaili a v roce 1985, 1986 a 1995 titul mistra světa.